# Hermann Hefele
Herman(n) Hefele (ur. 13 października 1885 w Stuttgarcie; zm. 30 marca 1936 we Fromborku, Prusy Wschodnie) – niemiecki historyk literatury.

## Życiorys
Hermann Hefele był synem Emila von Hefele, prezesa katolickiej rady parafialnej w Stuttgarcie, oraz wnukiem brata Karla Josefa von Hefele, biskupa diecezji Rottenburga-Stuttgartu. W 1904 rozpoczął studia teologii katolickiej na Uniwersytecie w Tybindze, przede wszystkim z myślą, aby stać się kapłanem. Jednak w 1908 opuścił seminarium i w 1909 uzyskał stopień doktora filozofii na podstawie rozprawy Die Bettelorden und das religiöse Volksleben Ober- und Mittelitaliens im XIII. Jahrhundert. Następnie był do 1919 roku w Monachium współredaktorem Historycznego atlasu Bawarii. W 1919 roku został archiwistą w archiwum państwowym w Stuttgarcie. W 1929 został powołany na stanowisko profesora historii i historii nowszej literatury niemieckiej w Państwowej Akademii w Braniewie w Prusach Wschodnich. W 1935 roku przeszedł na emeryturę.
Ponadto dokonywał tłumaczeń dzieł takich twórców jak: Francesco Petrarca, Augustyn, Girolamo Cardano, Albert z Aachen, Stefano Infessura, Tristano Caracciolo, Antonio Beccadelli, Camillo Porzio i innych na język niemiecki.